# Alberto Alarcón
Alberto Ricardo Alarcón (San Fernando, Buenos Aires, Argentina, 31 de agosto de 1986) es un exfutbolista argentino que jugaba de defensa y su último equipo fue el Club Ferro Carril Oeste. Se retiró en el año 2018.

## Carrera
Se inició profesionalmente en Tigre, en el cual debutó en 2006 y jugó en ese club hasta el 2006, ya que en el segundo semestre de ese año, fichó por el club Defensores de Belgrano, club donde estuvo por una temporada. Luego volvió al club que lo formó Tigre, donde estuvo por 2 temporadas con el equipo, que en ese momento se consolidaba como equipo permanente de la Primera División del fútbol argentino. 
En el segundo semestre del 2010, fichó por el club Colegiales de la Primera B Metropolitana, con el cual militó por una temporada. Luego pasó al Racing de Olavarría del Torneo Argentino A, en dicho club estuvo los últimos 6 meses del 2011. En el primer semestre del 2012, pasó al Real Potosí, con el cual disputó la presente Copa Libertadores. 
Estuvo a prueba en el Everton de la Primera B de Chile con la posibilidad de que fiche en el cuadro viñamarino para el segundo semestre del año 2012, según publicó el sitio impresa del dario La Estrella de Valparaíso el 15 de junio de 2012.

## Clubes
| Club                       | País      | Año       |
| -------------------------- | --------- | --------- |
| Tigre                      | Argentina | 2006-2007 |
| Defensores de Belgrano     | Argentina | 2007-2008 |
| Tigre                      | Argentina | 2008-2010 |
| Colegiales                 | Argentina | 2010-2011 |
| Racing de Olavarría        | Argentina | 2011      |
| Real Potosí                | Bolivia   | 2012      |
| Racing de Olavarría        | Argentina | 2012-2013 |
| Club Deportivo UAI Urquiza | Argentina | 2013-2014 |
| Club Atlético Alvarado     | Argentina | 2014-2015 |
| Club Ferro Carril Oeste    | Argentina | 2015-2018 |